# Helen Mirrenová
Dame Helen Lydia Mirrenová, DBE, rozená Mironoff, (rusky: Елена Лидия Васильевна Миронова, Jelena Lidija Vasiľjevna Mironova; * 26. července 1945 Londýn) je britská herečka a režisérka. Za výkon ve filmu Královna z roku 2006 obdržela Oscara, Zlatý glóbus i Cenu BAFTA pro nejlepší herečku v hlavní roli.
V roce 2001 debutovala jako režisérka krátkým filmem Happy Birthday, který natočila v rámci cyklu Directed By televize Showtime.
Hvězdu na hollywoodském Chodníku slávy s číslem 2488 získala 17. ledna 2013. Umístěna byla v sousedství hvězdy britského herce Colina Firthe.

## Filmografie, výběr
- 1972 Miss Julie
- 1973 Šťastný to muž
- 1976 Hamlet
- 1979 Caligula
- 1981 Excalibur
- 1984 2010: Druhá vesmírná odysea
- 1985 Bílé noci
- 1986 Pobřeží moskytů
- 1989 Kuchař, zloděj, jeho žena a její milenec
- 1993 Dravec
- 1994 Šílenství krále Jiřího
- 1994 Jutský princ
- 1996 Ve jménu IRA
- 2001 Přísaha
- 2001 Happy Birthday
- 2001 Gosford Park
- 2004 Život s Helenou
- 2005 Královna Alžběta
- 2006 Královna
- 2009 Na odstřel
- 2010 Red
- 2011 Dluh
- 2013 Red 2
- 2014 Láska na kari
- 2015 Dáma ve zlatém
- 2016 Collateral Beauty: Druhá šance
- 2017 Rychle a zběsile 8
- 2018 Louskáček a čtyři říše
- 2019 Berlin, I Love You
- 2019 Rychle a zběsile 9